# Войси, Чарлз Фрэнсис
Чарлз Фрэнсис Эннсли Войси (англ. Charles Francis Annesley Voysey ; 28 мая 1857, Хессли, Йоркшир, Англия — 12 февраля 1941, Винчестер, Хэмпшир, Англия) — английский архитектор и художник декоративно-прикладного искусства периода модерна. Один из пионеров архитектуры функционализма и промышленного дизайна. Проектировщик мебели, обоев, текстиля. Его ранние работы выполнены в стиле «Искусства и ремёсла» Уильяма Морриса. Свои проекты публиковал в журнале «Студия» (The Studio). Известен также как архитектор загородных домов — коттеджей.

## Биография
Чарлз Фрэнсис Войси был старшим сыном преподобного Чарлза Войси, священника англиканской церкви, который в 1871 году был лишен права на служение постановлением суда за «распространение доктрин, противоречащих или несовместимых с религиозными статьями и формулярами англиканской церкви».
Семья переехала в Лондон, где отец будущего архитектора основал Теистическую церковь. Войси получил образование у отца, а затем недолго учился в колледже Далвича. В 1874 году был назначен на пять лет ассистентом архитектора Дж. П. Седдона, у которого он затем оставался ещё год в качестве главного помощника. Под влиянием своего учителя, а также архитектора Огастеса Пьюджина (декоратора интерьера, проектировщика мебели и одного из лидеров движения «Готического возрождения» в Англии), Войси увлёкся проектированием интерьеров и изделий декоративно-прикладного искусства в неоготическом стиле.
В 1879 году Войси некоторое время работал помощником архитектора Генри Саксона Снелла (1830—1904), а в 1880—1881 годах стал помощником Джорджа Деви, проектировщика загородных коттеджей. Он приобрел ценный опыт работы проектировщика и столкнулся с мастерством Деви как акварелиста и его знанием английской народной архитектуры. В 1881 или в начале 1882 года Войси открыл собственную практику в Лондоне.
Под влиянием работ Артура Макмердо, мастерских «Искусства и ремёсла», и Уильяма Морриса Чарлз Войси стал разрабатывать рисунки набивных тканей, бумажных обоев и керамических облицовочных плиток. В этой области Войси считал себя последователем Джона Рёскина и Огастеса Пьюджина.
В 1888 году он получил свой первый архитектурный заказ на «Коттедж» в Бишопс-Итчингтоне, Уорикс. Коттедж был построен из тонкой, укреплённой кирпичной кладки с подчёркнуто грубой фактурой и окрашенной в кремовый цвет. С 1888 года его проекты небольших загородных домов публиковались в журнале «Британский архитектор» (The British Architect), они имели успех и Войси стал получать выгодные заказы. Старшие коллеги Войси ещё следовали викторианским традициям, стилизуя свои постройки под готику или «староанглийский стиль». Войси не отвергал традиционализм, но считал, что архитектура должна быть «честной», то есть не скрывать, а открыто демонстрировать строительную конструкцию, простоту и ясность форм.
Между 1900 и 1910 годами Войси получил ряд заказов, которые дали ему возможность проектировать дома полностью, включая все детали интерьера, не только светильники, но и передвижную мебель, ковры, шторы и настенные покрытия. В 1899 году он спроектировал такой дом для себя и своей жены.
Свои архитектурные проекты Войси сопровождал подробной разработкой всех деталей обстановки. Спустя полвека такую область проектной деятельности назовут дизайном интерьера. Именно такие проекты Войси рекламировали журналы «Студия» («The Studio», журнал «Искусств и ремёсел») и «Английский дом» Германа Мутезиуса.
По предложению своего друга Артура Макмердо Войси вступил в объединение «Гильдия века» (Century guild), а в 1884 году стал членом Гильдии британских архитекторов (Art-Workers Guild), следующей идеям «Искусств и ремёсел» Уильяма Морриса. Свой первый проект декоративных обоев Войси опубликовал в 1883 году. В следующем году он представил как набивные ткани, так и обои на первой выставке «Общества Искусств и ремёсел» (Arts and Crafts Exhibition Society) в Новой галерее в Лондоне в 1888 году. В 1893 году он начал создавать обои для компании Essex & Co., для которой выполнил несколько сотен рисунков.
Войси сотрудничал с многими текстильными фабриками и производителями модной одежды. В 1902—1903 годах Чарлз Фрэнсис Войси создал проект фабрики обоев для компании Сандерсона в Чизвике, которая позднее была названа в его честь «Домом Войси». В 1940 году Войси получил золотую медаль Королевского института британских архитекторов (RIBA — Тhe Royal Institute of British Architects). Помимо проектных и архитектурных работ он написал две книги: «Разум как основа искусства» (Reasons of the Basis of Art, 1906) и «Индивидуальность» (Individuality, 1915).
В 1910 году архитектурная практика Войси пришла в упадок, в основном потому, что он не симпатизировал новой моде на неоклассицизм. Он отреагировал на это, введя в свои работы детали готического происхождения. Его нереализованные архитектурнве проекты 1914 года для больших домов имеют эксцентричную планировку, стрельчатые арки, зубцы и башни.

## Особенности индивидуального стиля
Многие орнаменты, сочинённые Войси, основаны на эффекте ритмически контрастных уплощённых форм локальных цветов с подчёркиванием контура. Эту стилевую особенность связывают с традициями культуры Востока, воспетыми викторианскими реформаторами английского искусства, такими как Оуэн Джонс и Мэтью Дигби Уайет. Архитектурные проекты Войси вдохновлены английскими народными постройками XVI и начала XVII веков — домами с белёными стенами грубой штукатурки, горизонтальными «ленточными окнами» и огромными вальмовыми (четырёхскатными) крышами, а также с использованием, сланца и других материалов, типичных для английских фермерских домов.
В типичном для проектов Войси жилом интерьере имеются низкие потолки, деревянные детали из неполированного дуба либо окрашенные в белый цвет. Цвета мебели, изразцовых каминов, настенных и напольных покрытий — мягкие и светлые, например, нежно-зеленые и пурпурные, с несколькими яркими акцентами красного и бирюзового.
Историк архитектуры Певзнер, Николаус Николаус Певзнер увидел в таких проектах, несмотря на их традиционность, ростки модернистского движения. Однако Войси испытывал сильную неприязнь к современной архитектуре и был раздражен тем, что Певзнер отождествлял свои работы с этим движением. Он считал, что «простота в оформлении является одним из важнейших качеств, без которых невозможно истинное богатство», и часто работал в ограниченной цветовой палитре, «подчеркивая контуры, устраняя тени и сводя к минимуму детали», не связывая эти особенности с модными новациями. Его мебель была простой и функциональной. Он особенно выступал за то, чтобы дерево оставалось с его естественной красотой, в отличие от популярных методов, при которых дерево покрывалось краской и морилкой. Он избегал сложностей, присущих искусству поздней викторианской эпохи.
Российские исследователи В. С. Горюнов и М. П. Тубли отмечали существенное отличие произведений Войси от работ других художников «Искусств и ремёсел» и архитекторов английского коттеджа: «Войси стремился к идеалу простоты народного сельского жилища. Его „аскетические“, „квакерские“ постройки сильно отличались от сооружений Бейли Скотта и других архитекторов „Движения искусств и ремёсел“». Более всего дома Войси походят на американские дома «гонтового стиля».
В 2012 году в Великобритании было создано «Общество Чарлза Войси».
В музее Виктории и Альберта в Лондоне имеется обширная коллекция работ Войси, в том числе рисунки тканей, ковров и обоев.

## Галерея

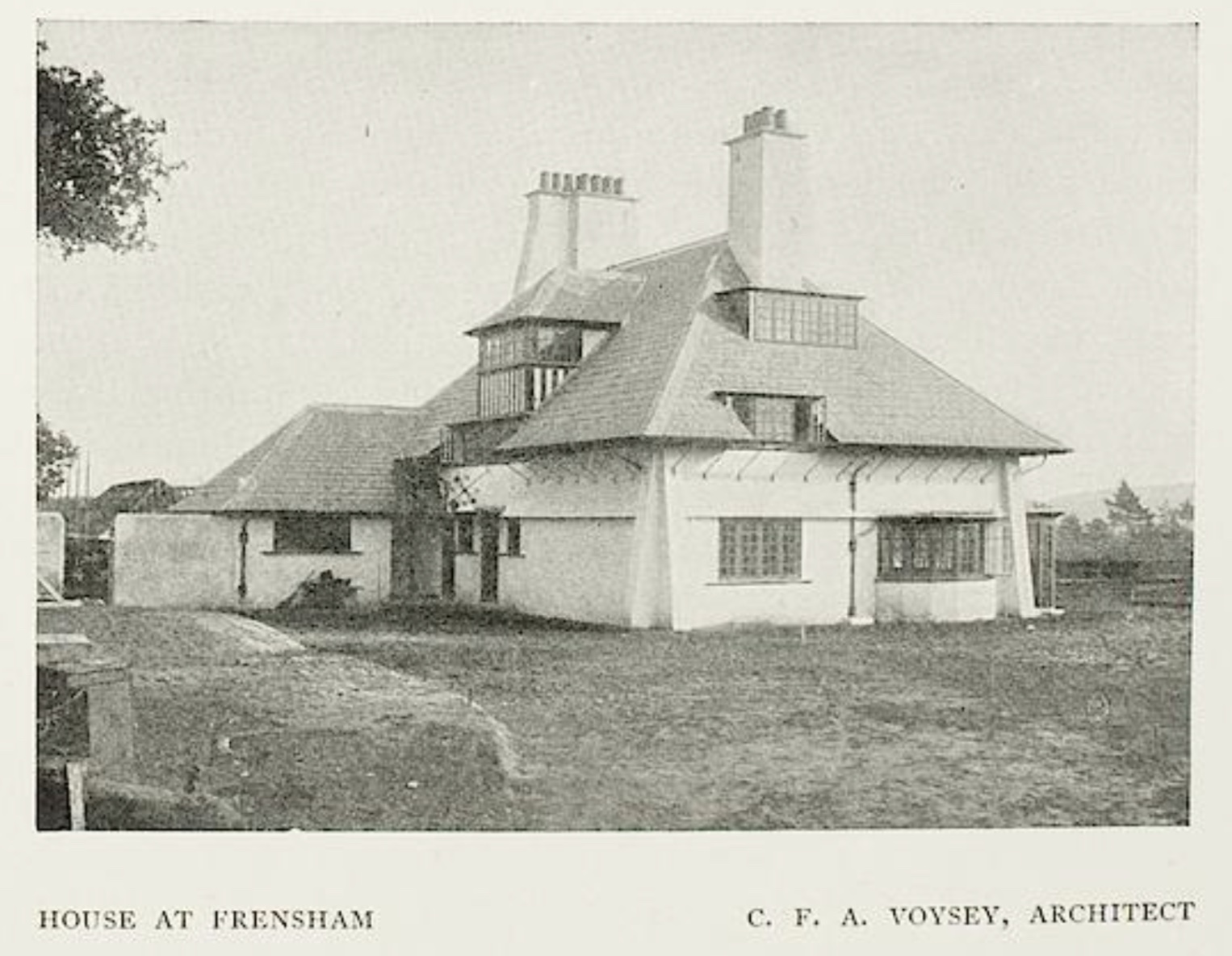
Дом во Френшеме. Иллюстрация из журнала «The Studio». 1897
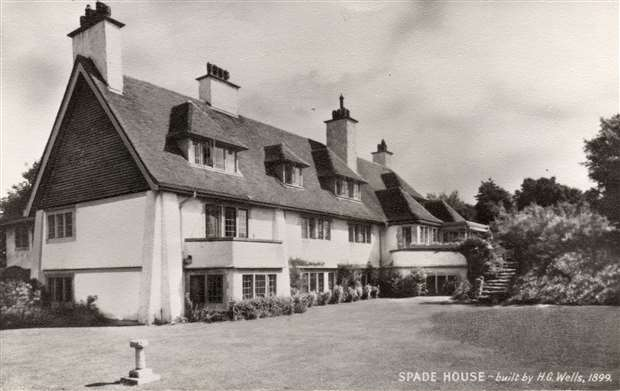
Спейд-хаус. 1899. Кент, Англия
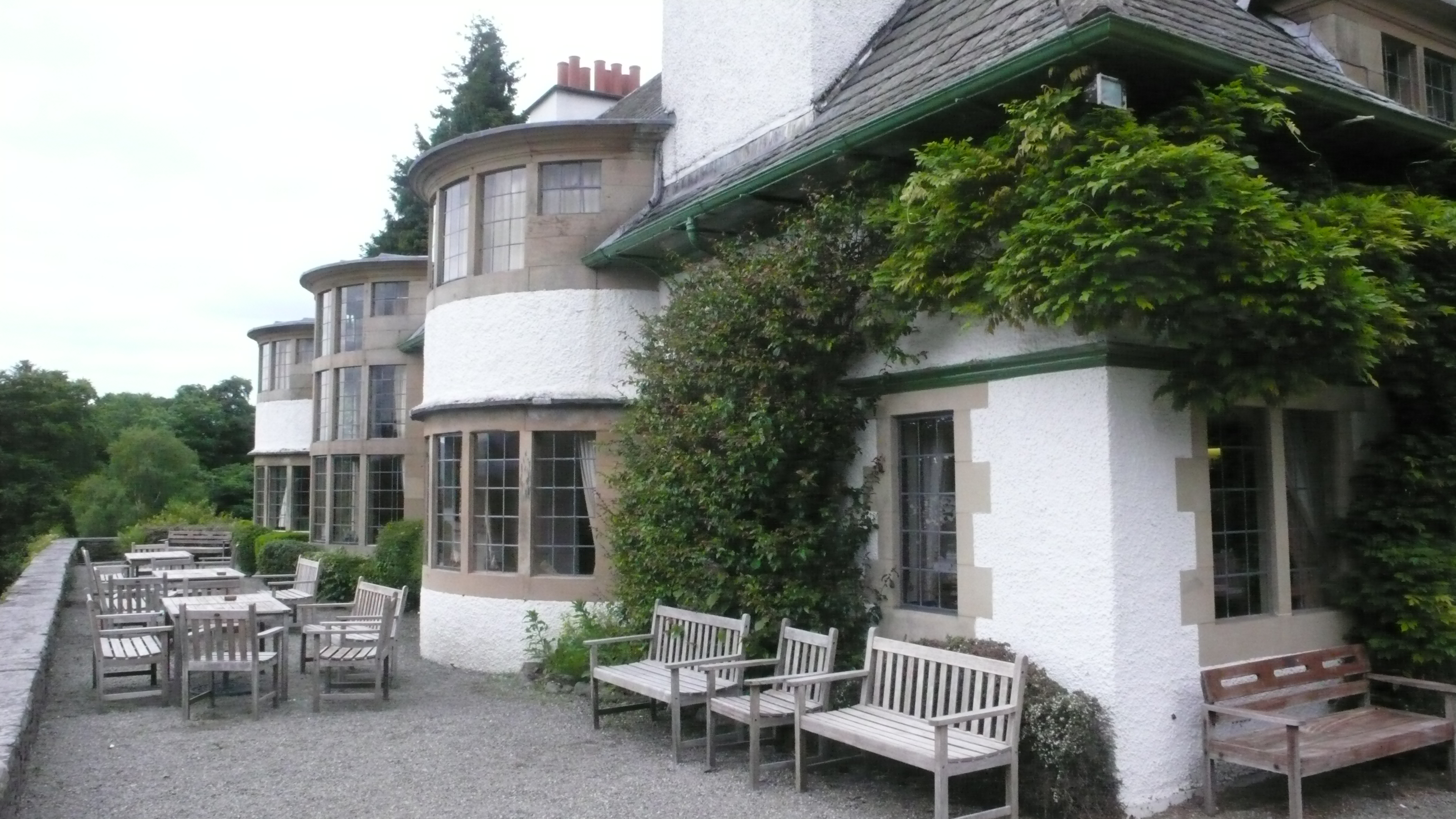
Дом Броадлейс. Эйлсбери, Бакингемшир. Англия
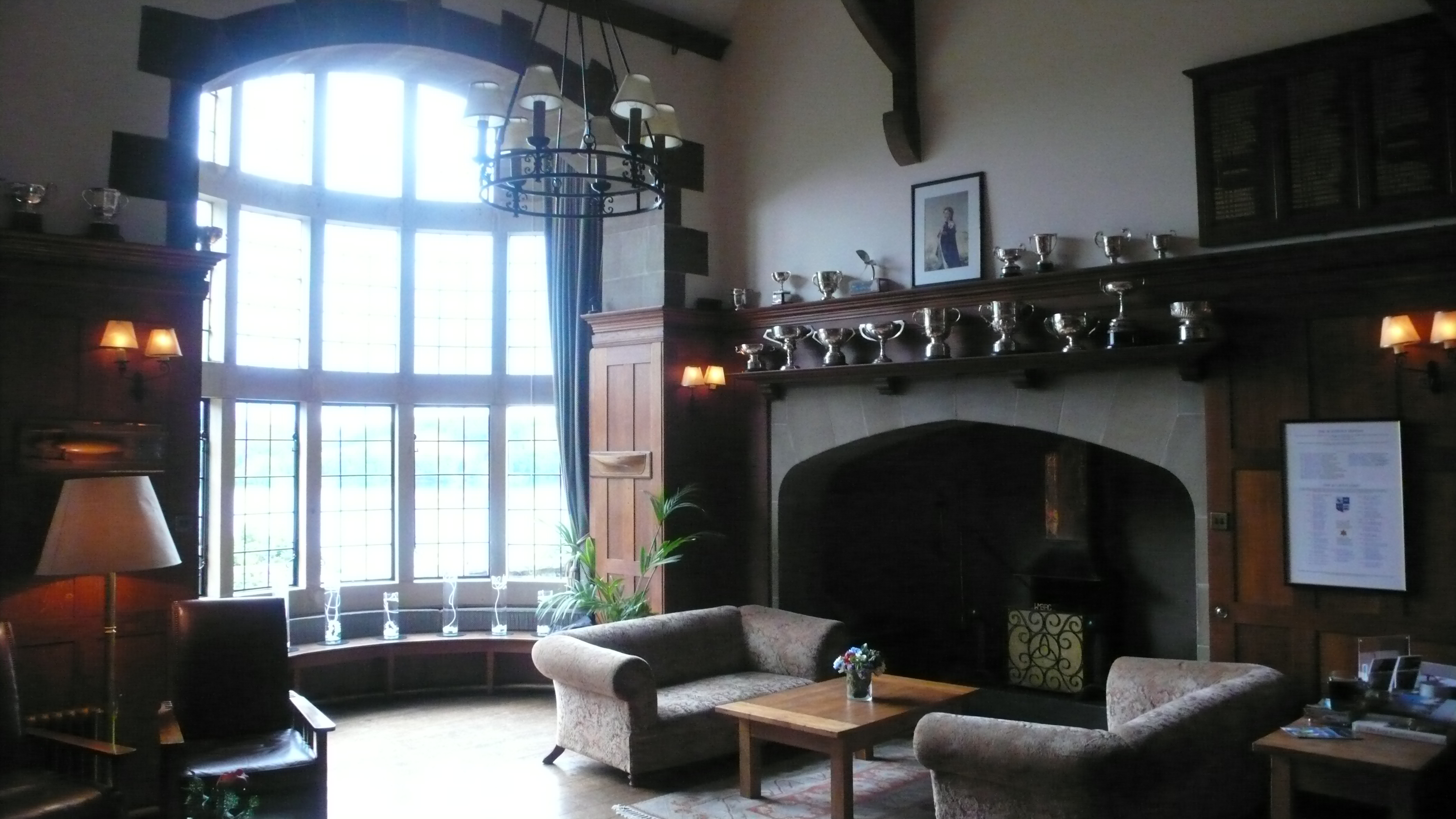
Дом Броадлейс. Интерьер
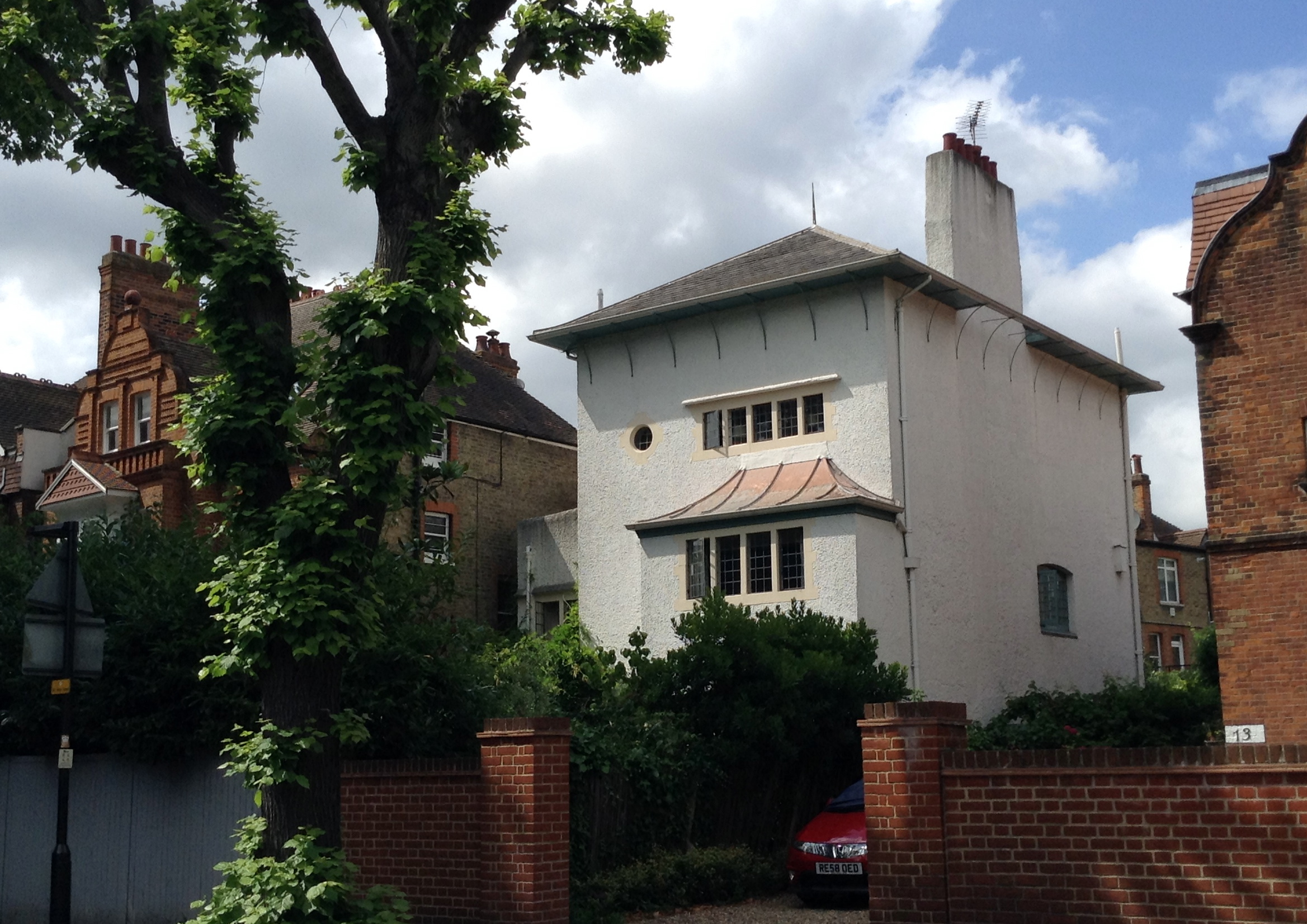
Дом на South Parade, Лондон. 1894
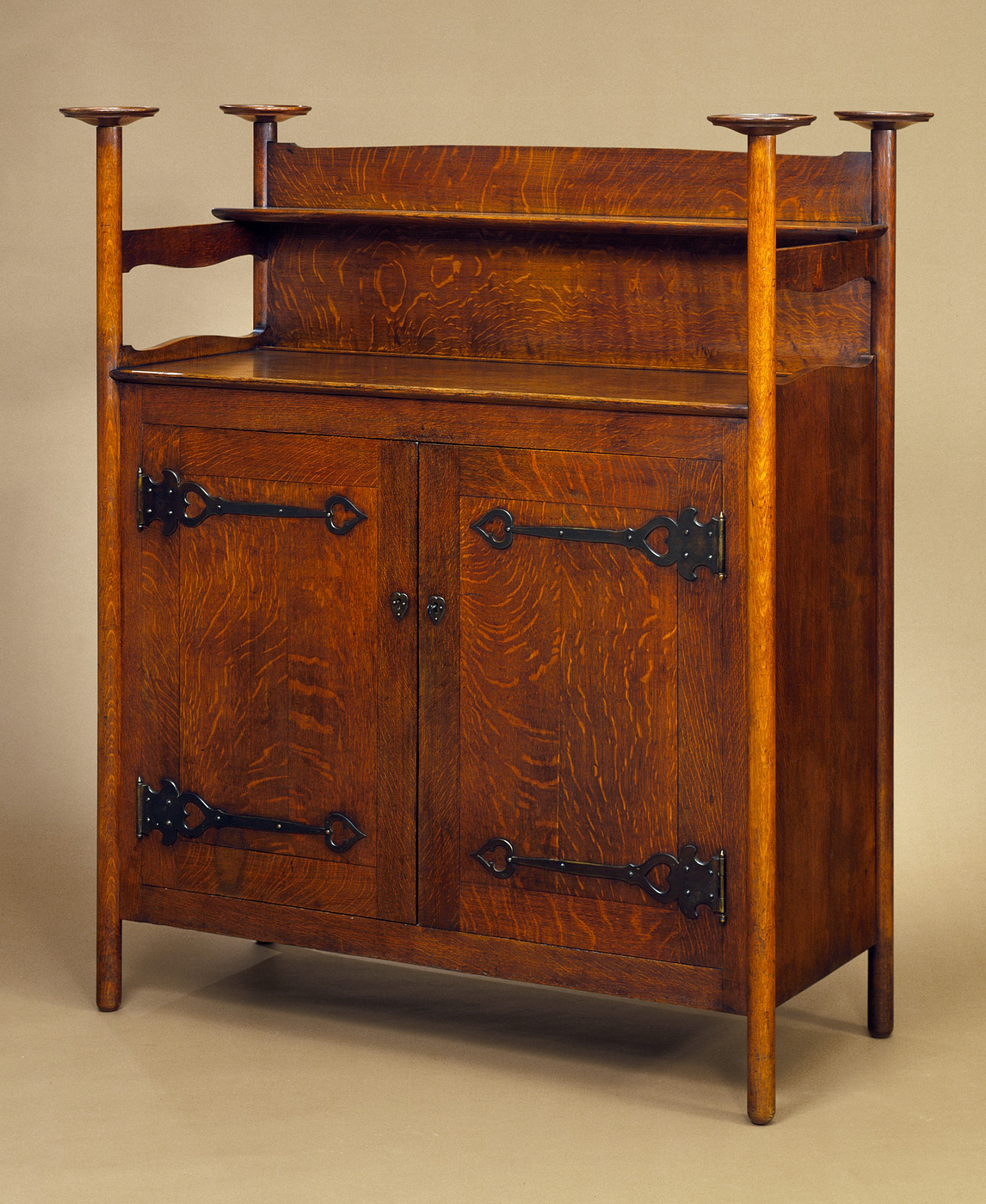
Шкаф. 1897
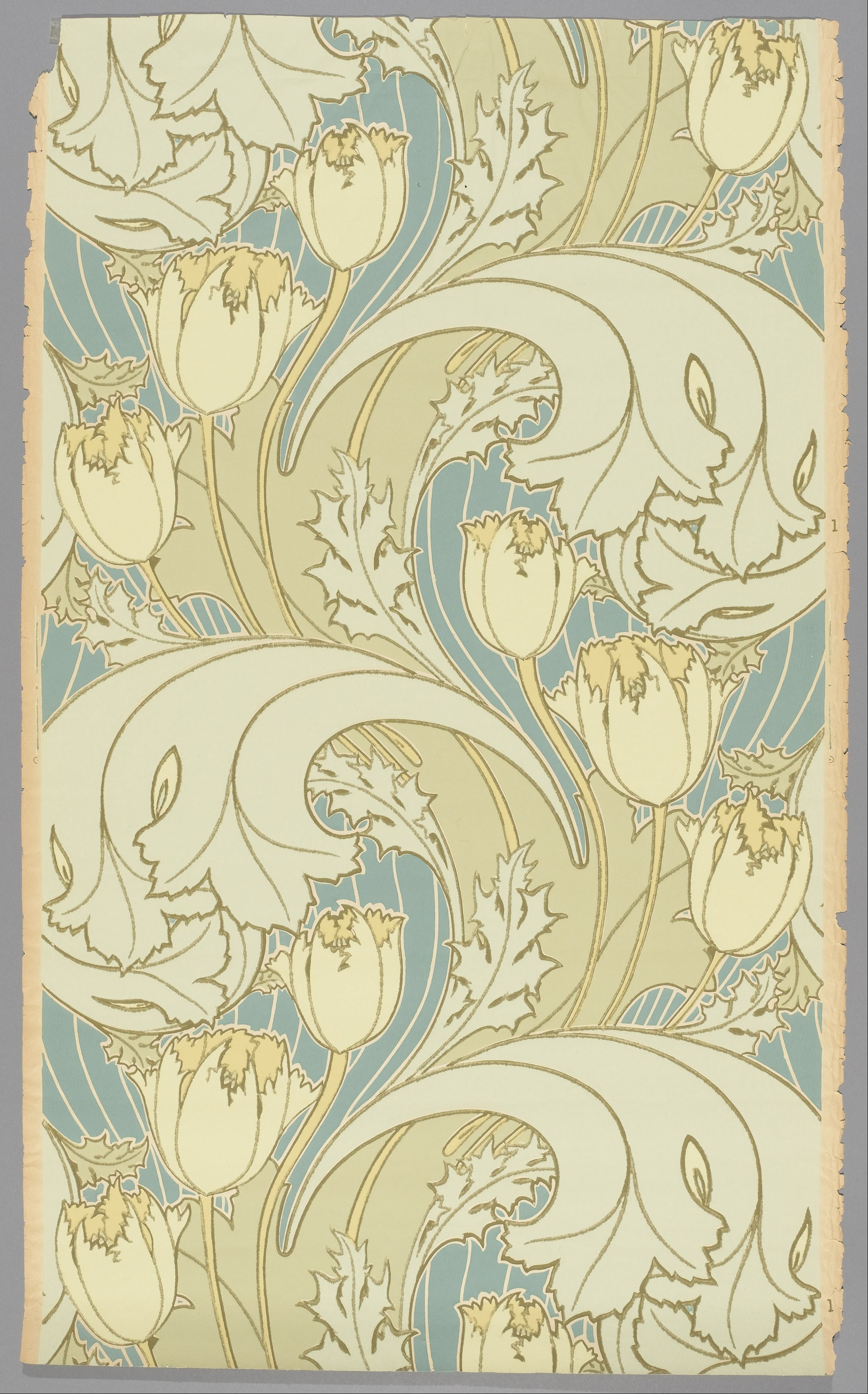
Рисунок бумажных обоев. 1893–1895
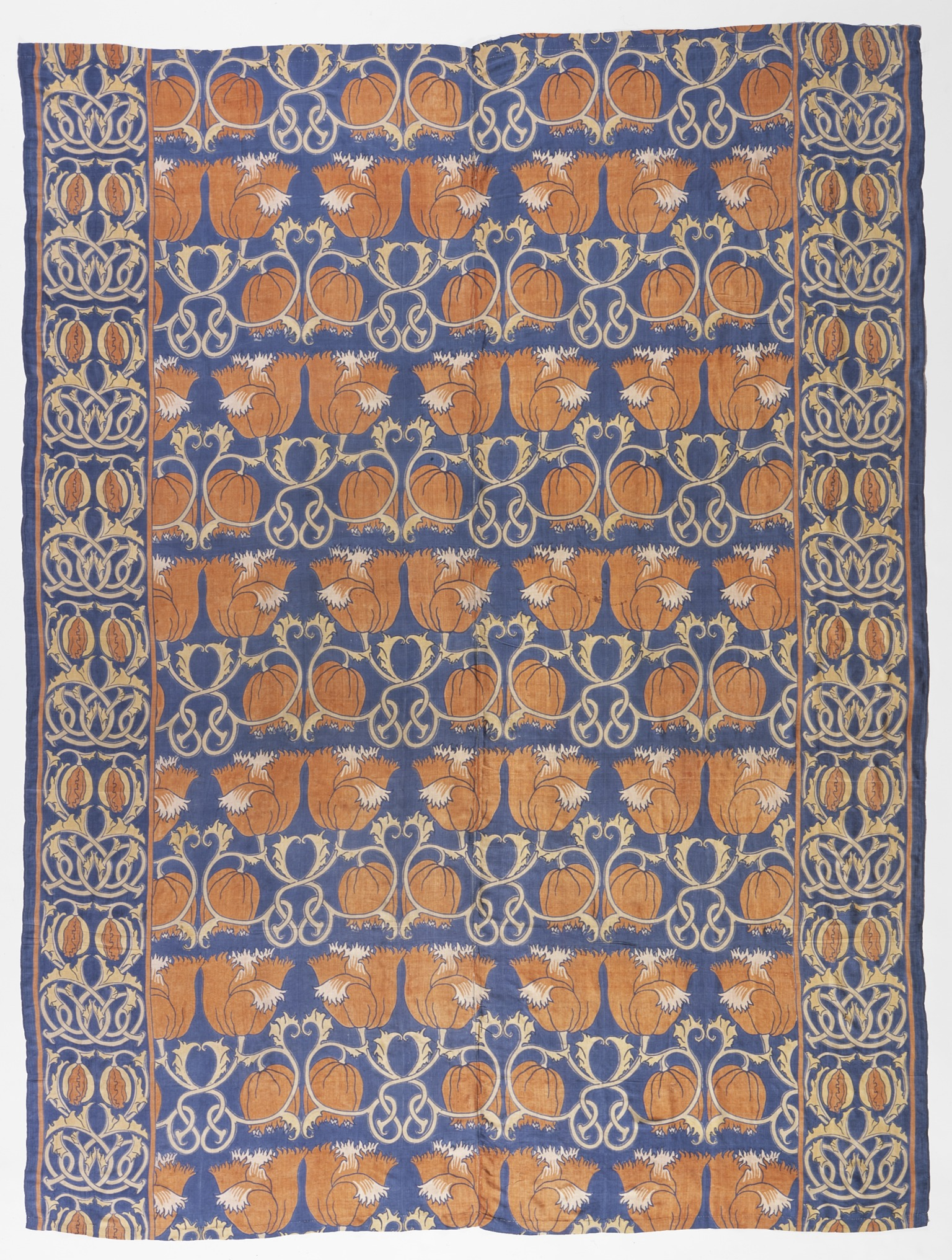
Постельное покрывало. 1888